# Намруев, Вячеслав Хозыкович
Вячеслав Хозыкович Намруев (род. 19 ноября 1955 года) — мэр Элисты с 2010 года, ранее депутат Элистинского горсобрания и чиновник ФИДЕ. Намруев выступал также шахматным арбитром на некоторых соревнованиях (Чемпионат мира по шахматам среди женщин 2008, Гран-при Нальчик 2009).

## Биография
Намруев родился в Салехарде (столице Ямало-Ненецкого национального округа). В 1957 году его семья переехала на ПМЖ в Калмыкию.
В молодые годы Намруев работал в калмыцком Гостелерадио, затем после распада СССР он создал свою телестудию, затем проходил стажировку в США, в телекомпании American Broadcasting Company (Эй-би-си) по направлению «Современное демократическое общество и выборы». После возвращения из США Намруев занимал некоторые посты в Калмыкии (в том числе был директором шахматной академии). Намруев так же избирался депутатом Элистинского горсобрания I, II, III созывов. 29 марта 2010 года депутатами этого же горсобрания был избран мэром Элисты.
21 марта 2012 года Указом №19 Главы Республики Калмыкия назначен на должность специального представителя Республики Калмыкия в административно-территориальном образовании «Город Шахмат» Республики Калмыкия.